# Бийвъс и Бътхед оправят Америка
„Бийвъс и Бътхед оправят Америка“ (на английски: Beavis and Butt-Head Do America) е американска анимация за възрастни от 1996 г., базиран на анимационния сериал на „Ем Ти Ви“ – „Бийвъс и Бътхед“ от Майк Джъдж, който е режисьор, съсценарист и актьор, а поддържащите роли се озвучават от Деми Мур, Брус Уилис, Робърт Стак и Клорис Лийчман. Премиерата на филма е на 20 декември 1996 г. в Съединените щати и „Парамаунт Пикчърс“.